# Сибюэ, Жан-Луи
Жан-Луи́ Сибюэ́ (фр. Jean-Louis Sibuet) — французский кёрлингист.
В составе мужской команды Франции участник чемпионата мира 1987 (заняли девятое место) и трёх чемпионатов Европы (лучший результат — шестое место в 1975, 1977). В составе юниорской мужской сборной Франции участник двух юниорских чемпионатов мира (лучший результат — пятое место в 1976).
Играл в основном на позиции третьего.

## Команды
| Сезон   | Четвёртый        | Третий        | Второй                | Первый           | Турниры                             |
| ------- | ---------------- | ------------- | --------------------- | ---------------- | ----------------------------------- |
| 1974—75 | Клод Фейж        | Жан-Луи Сибюэ | Christian Marin-Pache | Марк Сибюэ       | ЧМЮ 1975 (8 место)                  |
| 1975—76 | Пьер Боан        | Жан-Луи Сибюэ | Морис Мерсье          | Georges Panisset | ЧЕ 1975 (6 место)                   |
| 1975—76 | Клод Фейж        | Жан-Луи Сибюэ | Christian Marin-Pache | Марк Сибюэ       | ЧМЮ 1976 (5 место)                  |
| 1977—78 | Андре Трон       | Жан-Луи Сибюэ | Gaby Ronchis          | Жан-Франсуа Орсе | ЧЕ 1977 (6 место)                   |
| 1986—87 | Жан-Франсуа Орсе | Клод Фейж     | Жан-Луи Сибюэ         | Марк Сибюэ       | ЧЕ 1986 (8 место) ЧМ 1987 (9 место) |

(скипы выделены полужирным шрифтом)